# Morada en las montañas Fuchun
La pintura Morada en las montañas Fuchun (富春山居圖) es la obra más destacada y una de las pocas que han sobrevivido hasta la actualidad del pintor chino Huang Gongwang (1269–1354). La misma fue pintada entre 1348 y 1350. La pintura de un paisaje chino fue dividida en dos pedazos en 1650. Mientras que uno de los trozos se encuentra en la actualidad en el Museo Provincial de Zhejiang en Hangzhou, el otro trozo se encuentra en el Museo Nacional del Palacio en Taipéi. La totalidad de la pintura tendría una longitud de 691,3 cm.

## Huang Gongwang y las montañas Fuchun
La Morada en las montañas Fuchun es considerada una de las grandes obras que sobrevivieron de las aclamadas pinturas chinas de Huang Gongwang (1269–1354). Huang comenzó estudios serios de pintura China a la edad de 50 años. En 1347, se mudó a las montañas Fuchun (en el sudoeste de Hangzhou), cerca de la ribera norte del río Qiantang), donde vivió los últimos años de su vida. En este paisaje realizó numerosas obras de arte, entre ellas la Morada en las montañas Fuchun.

## Historia

### Comienzos
Huang Gongwang comenzó a trabajar en la Morada en las montañas Fuchun en 1348 y le llevó tres años completarla.  Le regaló la pintura a un monje taoísta en 1350. Un siglo después, de alguna manera la pintura fue adquirida por Shen Zhou un pintor de la dinastía Ming (1427–1509). Durante el reinado del emperador Chenghua (1465–1487), Shen Zhou envió la pintura a un calígrafo anónimo para ser inscripta (esto último resulta curioso ya que Shen Zhou era un excelente calígrafo). Sin embargo, el hijo de este calígrafo se apoderó de la pintura, que luego de algunos cambios de dueño, apareció en el mercado a un precio elevado. Incapaz de afrontar el precio Shen Zhou no pudo hacer otra cosa que realizar una copia de la obra. Esta imitación por Shen Zhou se ha convertido en la más conocida y aclamada de todas las copias.
Poco tiempo después de que Shen Zhou hizo la copia, se la dio a un burócrata amigo de nombre Fan Shunju (樊舜举). Fan Shunju comenzó a buscar la copia auténtica. Cuando la encontró, la compró a un alto precio, e invitó a Shen Zhou a inscribir en ella. Shen Zhou anotó al final de ella el relato sobre como se perdió y encontró la pintura.
En los siglos siguientes, se sabe que la misma tuvo muchos dueños, incluyendo a Tan Zhiyi (谈志伊), Dong Qichang (董其昌) y Wu Zhengzhi (吴正志). Cuando Wu Zhengzhi murió, le pasó la pintura a su tercer hijo Wu Hongyu (吴洪裕), que amaba tanto la pintura que cuando se refugió, y dejó todas sus pertenencias solo llevó consigo la pintura y una copia del poema Clásico de los Mil Caracteres por el Maestro Zhiyong (智永法师). De hecho, estaba tan loco por estas pinturas que las quiso quemar poco antes de morir para llevárselas a la otra vida.

### Una dividida en dos
Afortunadamente, el sobrino de Wu Hongyu's, Wu Jing'an rescató la pintura, que estaba en llamas y dividida en dos. La pieza más chica, midiendo un poco más de medio metro, fue luego conocida como La montaña restante (剩山圖). Luego de pasar por numerosas manos de coleccionistas, hacia 1940 quedó en posesión de Wu Hufan (吴湖帆), pintor y coleccionista. Y finalmente en 1956 fue obtenida por el Museo Provincial de Zhejiang en Hangzhou.
El trozo de mayores dimensiones tuvo una saga sin duda más dramática, este trozo se lo conoce con el nombre de El rollo del maestro Wuyong (無用師卷). Pasó por las manos de muchos burócratas de alta jerarquía, incluyendo Gao Shiqi (高士奇) y Wang Hongxu (王鸿绪), luego de arribar al Palacio Imperial. Irónicamente el emperador Qianlong, que se enorgullecía de ser un conocedor de arte, juzgó que la reciente adquisición era una falsificación e insistió en que la copia que el ya tenía era el original. Este error fue solo corregido en 1816, durante el reinado del emperador Jiaqing. La pieza más larga fue llevada a Taiwán durante los años 1950s y en la actualidad se exhibe en el Museo Nacional del Palacio en Taipéi.

### Juntas luego de tres siglos y medio
En el 2011, la pieza más corta fue prestada al Museo Nacional del Palacio de Taipéi donde, en junio y julio, las dos piezas fueron reunidas por primera vez, desde su separación hace más de tres siglos y medio.